# Двудомно растение
Двудомните растения са растения, чиито мъжки и женски цветове са разположени на различни растения.
Двудомността e основният способ на съвременните растения за предотвратяване на самоопрашване; мъжките и женски цветове в този случай са на различни физически места. Този метод е ефективен, но половината популация на растения в този случай не дава семена. Двудомните растения включват например: актинидия, гинко (макар че то е от Голосеменни и няма цветове, но за него също се използва термина „двудомно растение“ - на мъжките растения има спорангии, в които се развиват полени, а женските развиват овули), върба, коноп, магнолия, зърнастец, имел, топола и още много др.